# Бумагин, Евгений Владимирович
Евгений Владимирович Бумагин (род. 7 апреля 1982, Белгород, СССР) — казахстанский и российский хоккеист, правый нападающий.

## Карьера
Воспитанник белгородского хоккея. Начал свою профессиональную карьеру в 2000 году в составе самарского клуба Высшей лиги ЦСК ВВС, выступая до этого за фарм-клуб тольяттинской «Лады». В том же году на драфте НХЛ он был выбран в 8 раунде под общим 260 номером клубом «Детройт Ред Уингз». После ещё двух сезонов, проведённых в Высшей лиге в составе пензенского «Дизелиста» и барнаульского «Мотора», в 2004 году подписал контракт с карагандинским «Казахмысом». За три сезона стал чемпионом Казахстана, а также серебряным и бронзовым призёром. В самом конце сезона 2005/06 вернулся в Россию, заключив соглашение с новосибирской «Сибирью», однако уже в ближайшее межсезонье стал игроком «Лады». Перед началом следующего сезона вернулся в Высшую лигу, подписав контракт с астанинским «Барысом». В 59 матчах набрал 33 (13+20) очка, однако после окончания сезона руководство команды неожиданно приняло решение расторгнуть контракт. Перед началом сезона 2008/09 Бумагин заключил соглашение с альметьевским «Нефтяником», в составе которого стал одним из лучших бомбардиров, в 32 матчах набрав 29 (15+14) очков. Сразу после этого на него вышел новокузнецкий «Металлург», с которым 6 декабря 2008 года он и подписал контракт. За полтора сезона набрал 14 (6+8) очков в 77 матчах, после чего 31 марта 2010 года руководство клуба разорвало контракт.
22 июля Бумагин вернулся в «Барыс», заключив с ним трёхлетнее соглашение, в составе которого в дебютном после возвращения сезоне в 38 матчах набрал лишь 6 (1+5) очков.

### В сборной
В составе сборной Казахстана Евгений Бумагин принимал участие в чемпионате мира 2010 года, на котором казахстанцы заняли последнее место, а также мировом первенстве в первом дивизионе 2011 года, где сборная завоевала право вернуться в элитный дивизион. На этих турнирах Бумагин провёл 11 матчей, в которых набрал 3 (2+1) очка.

## Достижения
- Чемпион Казахстана 2006.
- Серебряный призёр чемпионата Казахстана 2005.
- Бронзовый призёр чемпионата Казахстана 2004.
- Чемпион Азиатских игр 2011.

## Статистика выступлений
Последнее обновление: 30 октября 2011 года
|                 |                 |                      | Регулярный сезон | Регулярный сезон | Регулярный сезон | Регулярный сезон | Регулярный сезон | Регулярный сезон | Плей-офф | Плей-офф | Плей-офф | Плей-офф | Плей-офф | Плей-офф |
| Сезон           | Команда         | Лига                 | Игр              | Г                | П                | Очк              | +/-              | Штр              | Игр      | Г        | П        | Очк      | +/-      | Штр      |
| --------------- | --------------- | -------------------- | ---------------- | ---------------- | ---------------- | ---------------- | ---------------- | ---------------- | -------- | -------- | -------- | -------- | -------- | -------- |
| 1998/99         | Лада-2          | Первая лига          | 40               | 7                | 8                | 15               | --               | 22               | —        | —        | —        | —        | —        | —        |
| 1999/00         | Лада-2          | Первая лига          | 53               | 23               | 17               | 40               | --               | 36               | —        | —        | —        | —        | —        | —        |
| 2000/01         | ЦСК ВВС         | Высшая лига          | 13               | 1                | 0                | 1                | --               | 10               | —        | —        | —        | —        | —        | —        |
| 2001/02         | Дизелист        | Высшая лига          | 40               | 2                | 0                | 2                | -16              | 10               | —        | —        | —        | —        | —        | —        |
| 2002/03         | Мотор           | Высшая лига          | 43               | 4                | 3                | 7                | -17              | 14               | —        | —        | —        | —        | —        | —        |
| 2003/04         | Казахмыс        | Высшая лига          | 15               | 4                | 1                | 5                | -6               | 4                | —        | —        | —        | —        | —        | —        |
| 2003/04         | Казахмыс        | Чемпионат Казахстана | 8                | 3                | 2                | 5                | --               | 4                | —        | —        | —        | —        | —        | —        |
| 2004/05         | Казахмыс        | Высшая лига          | 48               | 10               | 16               | 26               | +6               | 26               | —        | —        | —        | —        | —        | —        |
| 2004/05         | Казахмыс        | Чемпионат Казахстана | 26               | 9                | 17               | 26               | --               | 18               | —        | —        | —        | —        | —        | —        |
| 2005            | Казахмыс        | Кубок Казахстана     | 5                | 4                | 0                | 4                | +5               | 8                | —        | —        | —        | —        | —        | —        |
| 2005/06         | Казахмыс        | Высшая лига          | 30               | 5                | 6                | 11               | -4               | 18               | —        | —        | —        | —        | —        | —        |
| 2005/06         | Казахмыс        | Чемпионат Казахстана | 17               | 3                | 6                | 9                | +6               | 10               | —        | —        | —        | —        | —        | —        |
| 2005/06         | Сибирь          | Суперлига            | 5                | 1                | 0                | 1                | -1               | 2                | —        | —        | —        | —        | —        | —        |
| 2006/07         | Лада            | Суперлига            | 24               | 1                | 3                | 4                | -6               | 10               | —        | —        | —        | —        | —        | —        |
| 2007/08         | Барыс           | Высшая лига          | 52               | 12               | 14               | 26               | +9               | 16               | 7        | 1        | 6        | 7        | +2       | 6        |
| 2008/09         | Нефтяник Ак     | Высшая лига          | 32               | 15               | 14               | 29               | +6               | 18               | —        | —        | —        | —        | —        | —        |
| 2008/09         | Металлург Нк    | КХЛ                  | 21               | 2                | 2                | 4                | -3               | 12               | —        | —        | —        | —        | —        | —        |
| 2009/10         | Металлург Нк    | КХЛ                  | 56               | 4                | 6                | 10               | -9               | 32               | —        | —        | —        | —        | —        | —        |
| 2010/11         | Барыс-2         | Чемпионат Казахстана | 1                | 0                | 0                | 0                | --               | 0                | —        | —        | —        | —        | —        | —        |
| 2010/11         | Барыс           | КХЛ                  | 38               | 1                | 5                | 6                | -7               | 12               | —        | —        | —        | —        | —        | —        |
| 2011/12         | Барыс           | КХЛ                  | 3                | 0                | 0                | 0                | -1               | 0                | —        | —        | —        | —        | —        | —        |
| Всего в КХЛ     | Всего в КХЛ     | Всего в КХЛ          | 118              | 7                | 13               | 20               | -20              | 56               | —        | —        | —        | —        | —        | —        |
| Всего в карьере | Всего в карьере | Всего в карьере      | 570              | 111              | 120              | 231              | -33              | 282              | 7        | 1        | 6        | 7        | +2       | 6        |

### Международная
| Турнир       | Место | Игр | Г | П | Очк | +/- | Штр |
| ------------ | ----- | --- | - | - | --- | --- | --- |
| ЧМ-2010      | 16    | 6   | 0 | 0 | 0   | -4  | 2   |
| ЧМ-2011 (Д1) | 1     | 5   | 2 | 1 | 3   | +4  | 2   |